# Ларсен, Герт
Герт Ла́рсен (дат. Gert Larsen, род. 9 февраля 1960, Видовре) — датский кёрлингист и тренер по кёрлингу.
Играл на позиции третьего и четвёртого. Был скипом своей команды, а на международных турнирах — неоднократно был скипом мужской сборной Дании.
В составе мужской сборной Дании участвовал в демонстрационном турнире по кёрлингу на зимних Олимпийских играх 1988, где датчане заняли шестое место.

## Достижения
- Чемпионат Европы по кёрлингу: бронза (1981).
- Чемпионат Дании по кёрлингу среди мужчин: золото (1979, 1982, 1987, 1988, 1993, 1994, 1995, 1997, 1998, 2001)[3].
- Чемпионат Дании по кёрлингу среди смешанных команд: золото (2001, 2002)[4].

- Почётный приз Collie Campbell Memorial Award (вручается кёрлингисту, который показывает наилучший уровень игры в кёрлинг и наилучшим образом демонстрирует «дух кёрлинга»): 1994.

## Команды
| Сезон                                          | Четвёртый         | Третий           | Второй         | Первый           | Запасной                                               | Турниры                                                  |
| ---------------------------------------------- | ----------------- | ---------------- | -------------- | ---------------- | ------------------------------------------------------ | -------------------------------------------------------- |
| 1978—79                                        | Пер Берг          | Герт Ларсен      | Ян Хансен      | Микаэль Харри    |                                                        | ЧДМ 1979                                                 |
| 1979—80                                        | Пер Берг          | Герт Ларсен      | Ян Хансен      | Микаэль Харри    |                                                        | ЧЕ 1979 (6 место)                                        |
| 1980—81                                        | Пер Берг          | Герт Ларсен      | Ян Хансен      | Микаэль Харри    |                                                        | ЧЕ 1980 (6 место)                                        |
| 1981—82                                        | Пер Берг          | Герт Ларсен      | Ян Хансен      | Микаэль Харри    | тренер: Антонни Хинге (ЧМ)                             | ЧЕ 1981 · ЧДМ 1982 · ЧМ 1982 (8 место)                   |
| 1986—87                                        | Герт Ларсен       | Олуф Ольсен      | Ян Хансен      | Микаэль Харри    |                                                        | ЧДМ 1987 · ЧМ 1987 (4 место)                             |
| 1987—88                                        | Герт Ларсен       | Олуф Ольсен      | Ян Хансен      | Микаэль Харри    |                                                        | ЧДМ 1988 · ЗОИ 1988 (демо) (6 место) · ЧМ 1988 (8 место) |
| 1991—92                                        | Герт Ларсен       | Олуф Ольсен      | Микаэль Харри  | Хенрик Якобсен   | Ульрик Шмидт                                           | ЧЕ 1991 (6 место)                                        |
| 1992—93                                        | Герт Ларсен       | Олуф Ольсен      | Микаэль Харри  | Хенрик Якобсен   | Том Нильсен                                            | ЧДМ 1993 · ЧМ 1993 (5 место)                             |
| 1993—94                                        | Герт Ларсен       | Олуф Ольсен      | Микаэль Харри  | Хенрик Якобсен   | Том Нильсен (ЧДМ), Томми Стьерне (ЧМ)                  | ЧДМ 1994 · ЧМ 1994 (7 место)                             |
| 1994—95                                        | Герт Ларсен       | Олуф Ольсен      | Микаэль Харри  | Хенрик Якобсен   | Том Нильсен                                            | ЧЕ 1994 (10 место) · ЧДМ 1995                            |
| 1996—97                                        | Томми Стьерне     | Герт Ларсен      | Петер Андерсен | Андерс Сёдерблом | Иван Фредериксен                                       | ЧДМ 1997                                                 |
| 1997—98                                        | Томми Стьерне     | Герт Ларсен      | Петер Андерсен | Андерс Сёдерблом | Иван Фредериксен                                       | ЧДМ 1998 · ЧМ 1998 (7 место)                             |
| 1998—99                                        | Томми Стьерне     | Герт Ларсен      | Петер Андерсен | Иван Фредериксен | Андерс Сёдерблом тренеры: Микаэль Квист, Олле Брудстен | ЧЕ 1998 (7 место)                                        |
| 2000—01                                        | Йонни Фредериксен | Хенрик Якобсен   | Ларс Виландт   | Бо Йенсен        | Герт Ларсен тренер: Олле Брудстен                      | ЧДМ 2001 · ЧМ 2001 (10 место)                            |
| Кёрлинг среди смешанных команд (mixed curling) |                   |                  |                |                  |                                                        |                                                          |
| 2000—01                                        | Герт Ларсен       | Nete Larsen      | Миккель Краусе | Гитте Ларсен     |                                                        | ЧДСК 2001                                                |
| 2001—02                                        | Герт Ларсен       | Pernille Nielsen | Dennis Hansen  | Mette Larsen     |                                                        | ЧДСК 2002                                                |

(скипы выделены полужирным шрифтом)

## Результаты как тренера национальных сборных
| Год  | Турнир                                           | Сборная             | Место |
| ---- | ------------------------------------------------ | ------------------- | ----- |
| 2005 | Первенство Европы по кёрлингу среди юниоров 2005 | Дания (юниоры муж.) | 1     |
| 2005 | Чемпионат Европы по кёрлингу 2005                | Дания (мужчины)     | 6     |
| 2005 | Чемпионат Европы по кёрлингу 2005                | Дания (женщины)     | 3     |
| 2006 | Чемпионат мира по кёрлингу среди юниоров 2006    | Дания (юниоры муж.) | 5     |
| 2007 | Чемпионат мира по кёрлингу среди юниоров 2007    | Дания (юниоры муж.) | 4     |
| 2008 | Чемпионат мира по кёрлингу среди юниоров 2008    | Дания (юниоры муж.) | 7     |
| 2009 | Чемпионат мира по кёрлингу среди юниоров 2009    | Дания (юниоры муж.) | 1     |
| 2013 | Чемпионат Европы по кёрлингу 2013                | Дания (женщины)     | 4     |
| 2014 | Зимние Олимпийские игры 2014                     | Дания (женщины)     | 6     |
| 2014 | Чемпионат Европы по кёрлингу 2014                | Дания (мужчины)     | 9     |
| 2019 | Чемпионат Европы по кёрлингу 2019                | Дания (мужчины)     | 4     |